# Cornal Hendricks
Cornal Hendricks (Paarl, 18 de abril de 1988-14 de mayo de 2025) fue un jugador de rugby suafricano que jugó en la posición de wing.

## Carrera

### Club
| Periodo   | Club                     | Apariciones | Puntos |
| --------- | ------------------------ | ----------- | ------ |
| 2008–2012 | Boland Cavaliers         | 68          | 135    |
| 2013–2014 | Cheetahs                 | 27          | 55     |
| 2014–2015 | Free State Cheetahs      | 1           | 0      |
| 2016–2019 | Bulls                    | 72          | 75     |
| 2019      | → Blue Bulls XV (cedido) | 1           | 5      |
| 2019–2024 | Blue Bulls               | 42          | 90     |

### Selección nacional
Jugó para Sudáfrica en 14 ocasiones de 2014 a 2015 y anotó 25 puntos; ganó la medalla de oro en los Juegos de la Mancomunidad de 2014 y los Juegos Mundiales de 2013. También jugó con la selección de rugby 7 en el Copa del Mundo de Rugby 7 de 2013.

## Muerte
Cornal Hendricks murió el 14 de mayo de 2025 a los 37 años a causa de un ataque cardíaco.

## Logros

### Club
- Currie Cup: 2020–21, 2021

### Selección nacional
- Juegos de la Mancomunidad: 2014
- Juegos Mundiales: 2013

### Individual
- Mejor jugador de la Currie Cup 2020–21.